# Геловани, Михаил Георгиевич
Михаи́л Гео́ргиевич Гелова́ни (груз. მიხეილ გიორგის ძე გელოვანი; 25 декабря 1892 (6 января 1893) — 21 декабря 1956) — советский актёр театра и кино, режиссёр. Народный артист СССР (1950), лауреат четырёх Сталинских премий (1941, 1942, 1947, 1950).

## Биография
Родился в Сухуми, по другим источникам — в Лечхумском уезде Кутаисской губернии (ныне — в Цагерском муниципалитете, Грузия).  Родители его, происходившие из лечхумских князей Геловани, занимались сельским хозяйством.
Уже в юношеском возрасте обладал прекрасным баритоном и пел в церковном хоре. Сценическую деятельность начал в грузинском театре в Батуми в 1913 году.
В 1918—1920 годах занимался в драматической театральной студии в Тифлисе (ныне Тбилиси) под руководством Георгия Джабадари.
В 1921—1922 годах и в 1936—1939 годах — актёр Тбилисского театра имени Шота Руставели, там же в 1937 году впервые сыграл роль И. В. Сталина в спектакле «Из искры…» Шалвы Дадиани.
С 1924 года снимался как актёр на Тифлисской киностудии (ныне «Грузия-фильм»), там же сделал первые шаги и как режиссёр. С 1927 года — режиссёр-постановщик на киностудии «Арменкино» (ныне «Арменфильм»).
В 1942—1948 годах — актёр МХАТа, в 1954—1956 годах — Театра-студии киноактера (оба в Москве).

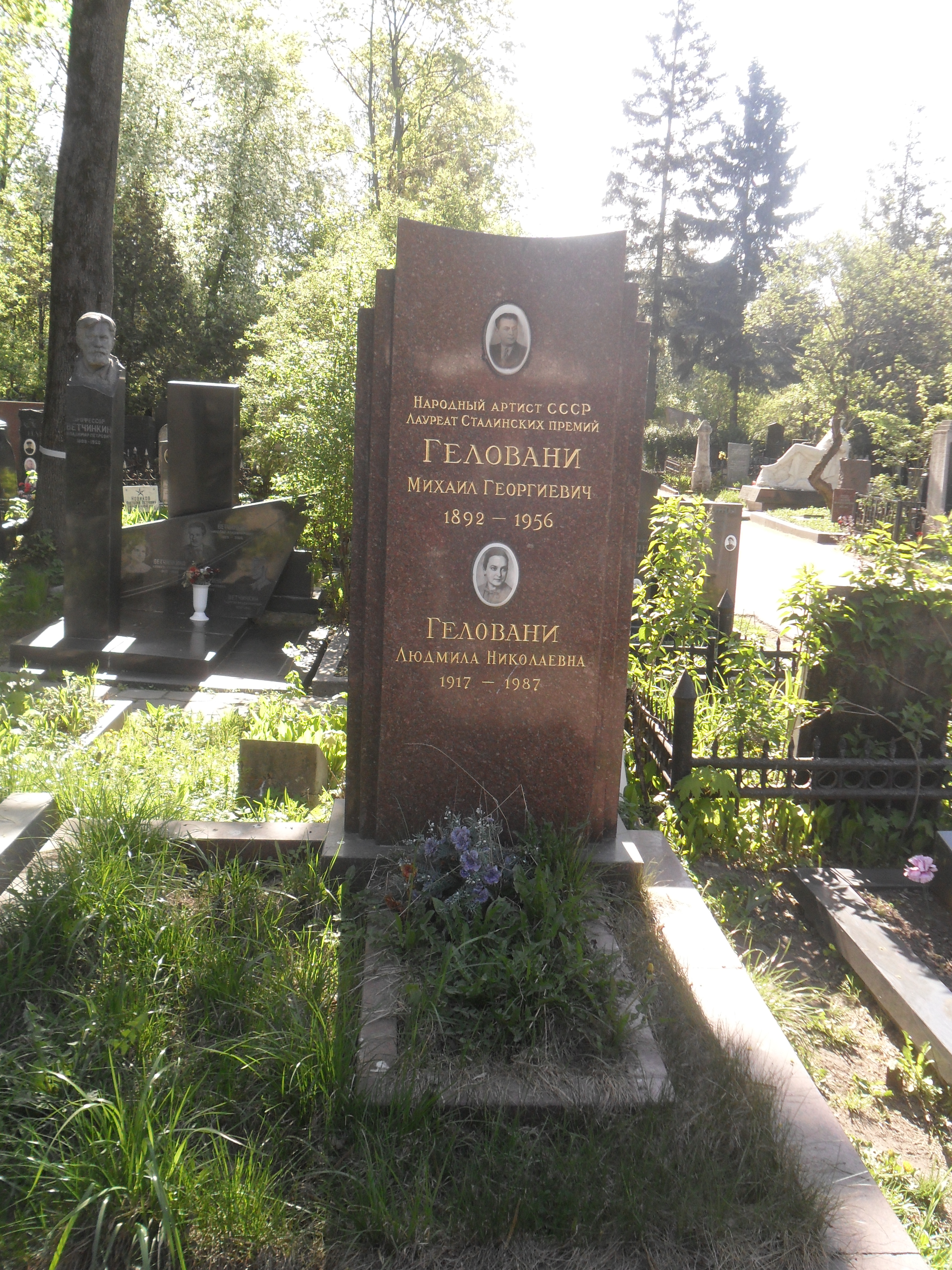
Могила Михаила Геловани на Новодевичьем кладбище

Режиссёр Георгий Данелия утверждал, что, играя Сталина много раз, актёр его ни разу не видел. И зная, что Михаил Чиаурели часто встречается со Сталиным, будто бы просил его организовать встречу. Но в результате розыгрыша со стороны Чиаурели Геловани попал в неловкое положение, и после этого роли Сталина ему не доверяли. По свидетельству же М. Агурского в мемуарах, сын Геловани утверждал, что его отец входил в "узкий круг грузинских друзей" Сталина. 
Скончался 21 декабря 1956 года в Москве (по другим источникам — в Сухуми) от сердечного приступа.
Похоронен на Новодевичьем кладбище (участок № 3, ряд 58).

### Семья
- 1-й брак — Ирина Александровна Геловани (урожд. Эристави; 1902—1962), журналистка и сценарист.
- Сын — Георгий Михайлович Геловани (1923, Батуми—2021, Лондон), советский и российский оперный режиссёр, режиссёр Большого театра (1986—2005)[9], либреттист и педагог. Один из основателей и первый режиссёр Молдавского оперного театра в Кишинёве. С 1960 по 1983 год — главный режиссёр оперных театров Кишинева, Самары, Ташкента и Воронежа; осуществлял постановки в театрах Баку, Душанбе, Кутаиси, Челябинске, Улан-Удэ и других городов. Народный артист СССР (1950), Заслуженный деятель искусств России, награждён Орденом «Знак Почета» (1960), Орденом Дружбы (2004).
- 2-й брак — Людмила Николаевна Геловани (1917—1987)[8], певица, сопрано[10].

## Театральные роли
- 1937 — «Из искры…» Ш. Дадиани — Сталин
- 1939 — «Человек с ружьём» Н. Погодина — Сталин
- «Поколение героев» С. Клдиашвили — Симон[11]
- «Альказар» Г. Мдивани
- «На дне» М. Горького — Васька Пепел
- «Вчерашние» Ш. Дадиани — Коций
- «Тариэль Мклавадзе» И. Ниношвили — Тариэль Мклавадзе
- «Измена» А. Сумбатова-Южина — Бесо

## Театральные постановки
- «Срубленный дуб» В. Шаликашвили
- «Дурачок» Н. Шиукашвили

## Фильмография
Актёр
- 1924 — Три жизни — Бахви Пулава
- 1925 — Наездник из Уайльд-Веста — эпизод
- 1926 — Девятый вал — Авалов
- 1927 — Два охотника — Турико
- 1928 — Злой дух — безумный Даниель
- 1931 — Хабарда! — поэт
- 1934 — Последний маскарад — Ростом
- 1935 — До скорого свидания! — Ломидзе
- 1937 — Золотистая долина — Кирилэ
- 1938 — Великое зарево — Сталин
- 1938 — Выборгская сторона — Сталин
- 1938 — Человек с ружьём — Сталин
- 1939 — Ленин в 1918 году — Сталин
- 1940 — Сибиряки — Сталин
- 1941 — Валерий Чкалов — Сталин
- 1942 — Оборона Царицына — Сталин
- 1946 — Клятва — Сталин
- 1947 — Свет над Россией — Сталин
- 1949 — Огни Баку — Сталин
- 1950 — Падение Берлина — Сталин
- 1950 — Донецкие шахтёры — Сталин
- 1951 — Незабываемый 1919 год — Сталин
- 1952 — Джамбул — Сталин
- 1953 — Вихри враждебные — Сталин

Режиссёр

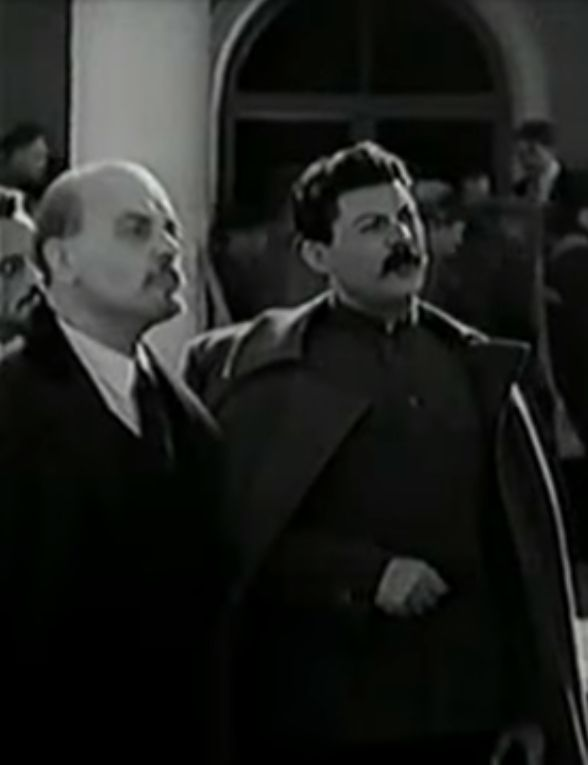
В роли И. Сталина (справа) в фильме «Великое зарево» (1938)

- 1927 — Злой дух (совместно с П. Бархударяном)
- 1929 — Молодость побеждает
- 1931 — Дело доблести
- 1931 — Настоящий кавказец

## Звания и награды
- народный артист Грузинской ССР (1946);
- народный артист СССР (1950)[12];
- Сталинская премия первой степени (1941) — за исполнение роли И. В. Сталина в фильме «Великое зарево»[13][14];
- Сталинская премия первой степени (1942) — за исполнение роли И. В. Сталина в фильме «Оборона Царицына» (1-я серия)[13];
- Сталинская премия первой степени (1947) — за исполнение роли И. В. Сталина в фильме «Клятва» (1946)[13];
- Сталинская премия первой степени (1950) — за исполнение роли И. В. Сталина в фильме «Падение Берлина» (1949)[13];
- орден Трудового Красного Знамени (1 февраля 1939) — за исполнение роли И. В. Сталина в фильмах «Выборгская сторона» (1938), «Великое зарево» (1938) и «Человек с ружьём» (1938)[13][15];